# Leslie Smart
Pour les articles homonymes, voir Smart (homonymie).
 (novembre 2012).
Si vous disposez d'ouvrages ou d'articles de référence ou si vous connaissez des sites web de qualité traitant du thème abordé ici, merci de compléter l'article en donnant les références utiles à sa vérifiabilité et en les liant à la section « Notes et références ».
Leslie Smart, connu aussi sous le nom de Sam, est un designer graphique canadien. Il est né le 21 août 1921 à Emsworth, en Angleterre, et est mort le 3 avril 1998 à Toronto. Typographe et affichiste, il a été une figure marquante du graphisme canadien. Il a inspiré et développé l’ensemble du Design à Toronto, après la Seconde Guerre mondiale. Il est l’un des fondateurs et a été le premier président de la Society of Typographic Designers of Canada.

## Biographie
À l’âge de 14 ans, Smart travaille comme compositeur à l’imprimerie de son beau-père, un emploi qui prépare le terrain pour sa future carrière. À 19 ans, il s’engage dans l’armée et pilote les Spitfires en Afrique du Nord, durant la Seconde Guerre mondiale. Son nom de code est Sammy Blue Leader, un surnom qu’il préfère à son nom de naissance et qu’il conserve après la guerre.
De retour en Grande-Bretagne, Smart étudie au Portsmouth College of Art et joint, par la suite, l’école d’impression du même collège tout en enseignant au Southampton College of Art.
En cette période d’après-guerre, l’Angleterre vit une crise économique et Smart émigre avec sa famille au Canada en 1954. À son arrivée à Toronto, Leslie Smart est engagé par la firme Mono Lino Typesetting Company, l’une des plus grandes entreprises de typographie de la ville. En parallèle, il travaille aussi en tant que designer indépendant et donne des cours de typographie au Ryerson College. De nombreux ouvrages lui sont commandés par William Toye à la Oxford University Press, qui compte alors régulièrement sur des designers pigistes de talent pour la production de livres. Smart rejette le travail au sein d’agences de publicité, préférant rester plus près des éléments de bases du design en travaillant comme compositeur. Par-dessus tout, il souhaite simplifier la typographie et la mise en page des livres.
 En 1956, il rencontre des designers passionnés tels que Frank Newfeld, Frank Davies et John Gibson, avec qui il fonde la Society of Typographic Designers of Canada, dont il est le tout premier président, de 1957 à 1958. 
À la fin des années 1950, Smart tient une chronique régulière intitulée Design Workshop destiné aux imprimeurs et éditeurs canadiens. Ses critiques sur le travail d’autres designers ne font alors pas toujours l’unanimité. 
Dix ans plus tard, il crée sa propre entreprise, Leslie Smart Associates, qui se spécialise dans le design d’édition. À l’occasion de l’Expo 67, il réalise le design des trois livres de l’Office National du Film ; une collaboration qui se réitère en 1968, à la conception du livre Call them Canadians. En 1983, il crée également la couverture du livre d’Anne Hébert In The Shadow of The Wind.
La révolution de l’ordinateur et la récession nuisent cruellement aux affaires de sa compagnie et mènent à son déclin. Smart meurt soudainement, chez lui, à Toronto le 3 avril 1993, à l’âge de 76 ans.

## Sa démarche
À une époque où le graphisme canadien est divisé entre un courant plutôt traditionnel et un autre influencé par le style international, Smart dit chercher dans son travail une simplicité scandinave, un courant marqué par le fonctionnalisme et la simplification des formes. Il opte souvent pour une présentation concise, dépouillée d’ornements qui peut altérer le message principal. En effet, pour lui, la pertinence des informations est plus importante que la présentation. Smart crée toujours des œuvres lisibles et propres, parfois au détriment de l’apparence finale de l’œuvre.  Smart s’inquiète de vagues tels que la surimpression et l’en-tête de côté qui réduit la lisibilité. « Restore legibility » (restaurons la lisibilité) était son cri de ralliement lors de conférences données à de plus jeunes designers. Smart affirme que le style d’un design doit toujours réfléchir le produit ou le service et demande que les designers considèrent les points suivant dans leur travail : si quoi que ce soit dans le design peut être omis ; la pertinence d’un certain type de papier et choix de couleur ; l’étude consciente et la manipulation de caractères s’alignant en blocs et si ceux-ci peuvent, en tant qu’éléments abstraits, être simplifié davantage en une unité ou une forme. Ces principes s’alignent en réaction à la prédominance du médium de communication par excellence des années 1950 : l’illustration. Il reste toutefois influencé par la tradition typographique britannique.
En effet, le design de Leslie Smart porte une attention particulière aux éléments typographiques. Par exemple, l’œuvre en double page What can be done to bring order into this chaos ? se compose seulement d’un texte sur un fond de couleur. Le même principe se retrouve sur la couverture de Only Q’s, où les formes de deux lettres et les espaces blancs produisent un fort contraste.
La deuxième particularité que l’on retrouve dans la plupart de ses œuvres est la présence de grands espaces blancs, tant dans l’espacement de la typographie qu’entre les éléments graphiques eux-mêmes. Ce procédé est très présent dans Call Them Canadians, par l’espacement entre le texte et la tête du personnage. Cette particularité est également utilisée sur la couverture d’un bulletin de nouvelles de « Shell News », où plus de 50 % de la couverture est constituée de blanc. 
Il utilise souvent des couleurs en aplat pour produire un fond uni ou transparent, ce qui permet de voir le papier sur lequel l’œuvre a été imprimée. C’est le cas pour le livre The Shoothing of Dan McGrew, où l’on voit clairement les fibres du papier.
En somme, le travail de Smart peut se résumer à une application pratique des connaissances traditionnelles de façon classique et moderne à la fois. Il est souvent caractérisé par la retenue, le raffinement et l’humour.

## La Society of Typographic Designers of Canada
Avant 1950, comme l’ingénierie et la manufacture de l’équipement d’impression et de composition sont entièrement importées, les typographes canadiens ne possèdent pas les compétences nécessaires au rayonnement d’un design graphique national. Par ailleurs, en aucun cas le design n’est considéré comme une occupation à temps plein avec son propre titre ou poste. Il demeure une étape anonyme dans le procédé de production, simplement un échange de plus avec les publicitaires, les illustrateurs et les artistes commerciaux de l’époque.
À la fin des années 1950 et dans les années 1960, artistes, designers et professeurs viennent au Canada, apportant avec eux tout le bagage culturel des avant-gardes associé au modernisme international. Ils contribuent ainsi à leur diffusion dans les grandes villes canadiennes, où ces influences sont rapidement perceptibles dans les écoles d’art, les studios d’artistes et les agences de publicité.  
L’attitude changeante des artistes commerciaux et des typographes envers le statut de leur nouvelle profession mène à la formation de différents groupes et clubs. Durant l’hiver de 1956, la Society of Typographic Designers of Canada est fondée au Arts and Letters Club of Toronto par un groupe de designers d’origine anglaise : Frank Davies, John Gibson, Frank Newfeld et Leslie Smart. N’importe quel designer pratiquant la typographie et résidant au Canada peut en devenir membre. Comme le Canada est un pays émergent dans ce domaine, la société est créée afin de répondre à une lacune dans la typographie canadienne. Elle a également pour but trois objectifs distincts : de créer et de maintenir un statut professionnel pour les designers typographiques, de stimuler le développement de la typographie au Canada, ainsi que d’augmenter les standards de la typographie au sein des écoles et des industries. Grâce à la nouvelle association, les pionniers du design avaient maintenant la possibilité d’avoir non seulement la reconnaissance professionnelle de leurs pairs, mais aussi celle de l’état et de la population canadienne.
La Société crée, en 1958, un premier évènement afin de promouvoir le travail des designers canadiens : le Typography 59, qui devient une exposition annuelle. Celle-ci permet de retracer les étapes de la professionnalisation croissante et de l'internationalisation du graphisme au Canada. L’exposition fait la promotion de plusieurs sphères du design graphique, comme les livres, les imprimés commerciaux, les magazines et les emballages. Leslie Smart fait partie du jury dans la majorité de ces expositions, notamment la Typography 58, 59, 60, 61, 62 et 64. En plus de l’exposition en soi, chaque année, Typography produit son propre catalogue. Ces catalogues imprimés font figure de source d’inspiration et de guide pour les designers employés dans des domaines reliés à l’art commercial, la publicité, l’impression et l’édition. Ceux-ci joueront ultimement un grand rôle dans l’unification de ces différentes professions sœurs sous le nom de design graphique.
En 1960, la société va jusqu’à instituer un programme de bourses destiné à honorer « un dessinateur ou un individu qui, par son influence et/ou une réalisation, a apporté une contribution majeure au design graphique au Canada ».
Après l’Expo 67 (en 1968), la société change son nom pour devenir la Society of Graphic Designers of Canada (GDC) et grandit de manière à inclure des centaines de membres à travers le pays.
Pour conclure, des organisations telles que la Society of Typographic Designers of Canada, le Art Director’s Club of Toronto and Montreal et la Société des Graphistes du Québec ont instauré un espace de discussions d’intérêts professionnels, incluant des débats concernant le titre de cette nouvelle profession. Ainsi, les années 1950 et 60 sont des décennies clés dans l’affirmation du design graphique en tant que profession autonome au Canada. Les designers canadiens de cette période sont impliqués dans un nombre croissant de projets, certains financés par le gouvernement, d’autres par des corporations privées, qui exploreront une forme d’expression visuelle distinctement canadienne, prouvant ainsi un tournant dans l’identité visuelle du Canada.

## Mentions et honneurs
Au cours de sa carrière, Leslie Smart a remporté de nombreux prix nationaux et internationaux, pour un total de 93 honneurs. Il a notamment remporté deux médailles à la prestigieuse Liepzig International Exhibition of Book Arts, dont la médaille de bronze en 1959 pour son folio de quatre pages, The Shooting of Dan McGrew (1907) de Robert W. Service.
Son travail a été également publié dans 13 pays différents. En 1977, il est admis en tant que membre de la Royal Canadian Academy, alors que cette dernière commençait juste à reconnaître les métiers du graphisme. Il a aussi fait partie de la Fellow Royal Society, ainsi que de la International Association of Business Communicators.
Afin de lui rendre hommage, le designer canadien Rod McDonald a réalisé une police de caractère portant le nom de Smart Sans. 
Au 50e anniversaire de la fondation de la GDC, en 2006, Postes Canada met en vente un timbre commémoratif. Leur lien remonte au moment où la société d’État crée le comité consultatif de design en 1969. La Society of Graphic Designers of Canada a alors un rôle important et nombre de ses membres font partie de ce comité par la suite. Postes Canada voit son design évoluer au cours de ces années, où les premières conceptions graphiques sont réalisées par Paul Arthur (membre de la GDC) qui est le seul graphiste canadien à avoir reçu l’Ordre du Canada. Ce timbre lui, est créé en collaboration avec Rod Roodenburg et David Coates. Imprimé par lithographie, en six couleurs, son design est minimaliste, présentant un « g » minuscule et prenant en même temps la forme d’un castor, précieux symbole du Canada. Cette figure est le premier sujet que l’on voit apparaître sur les timbres canadiens.